# Villa Rücker

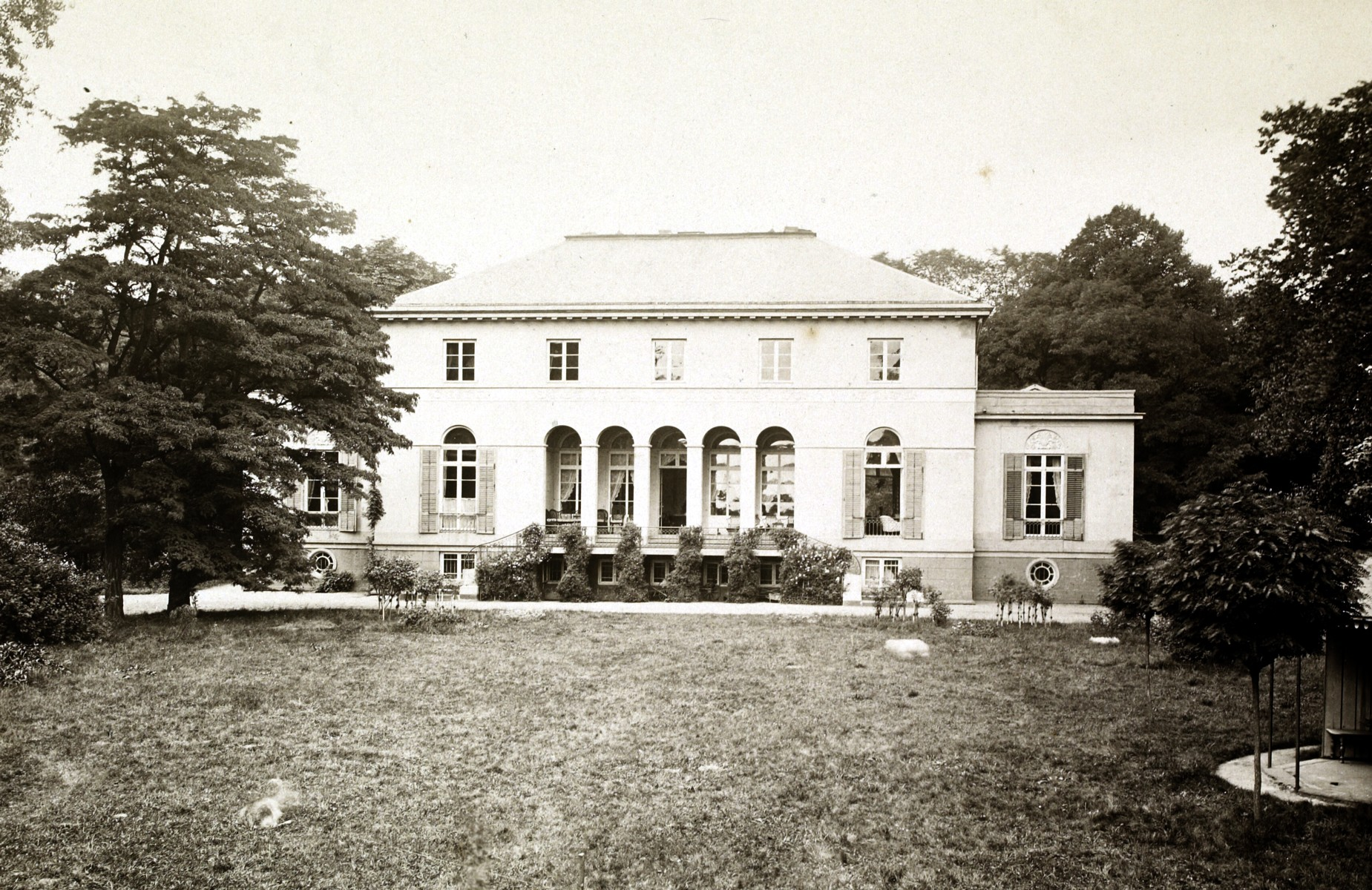
Landhaus Rücker um 1900, Gartenansicht mit den charakteristischen Rundbögen.

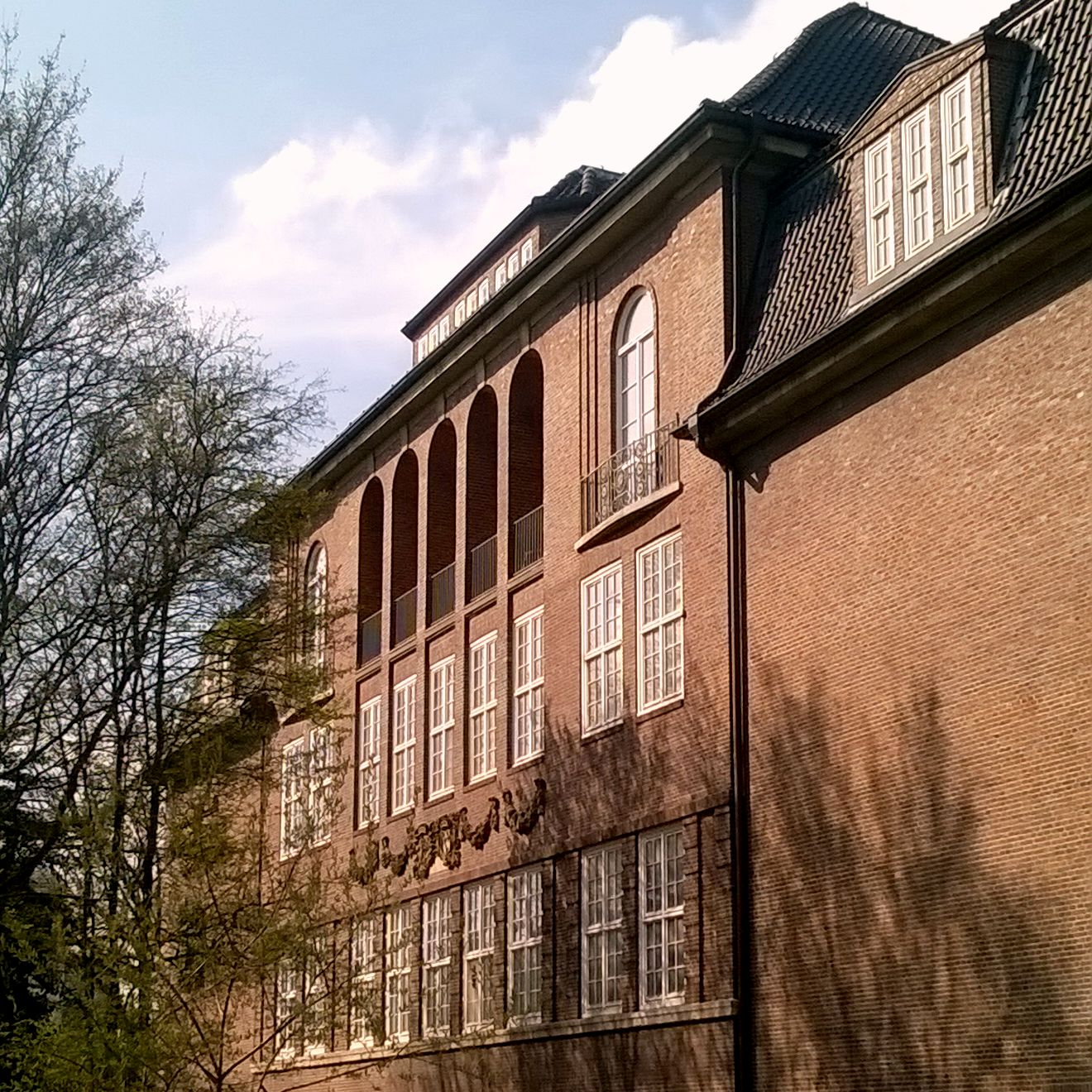
Die Südfassade des Museums für Hamburgische Geschichte ist der Villa Rücker nachempfunden. Hinter den Fensterbögen im Obergeschoss sollte die geborgene Innenausstattung ihren Platz finden.

Die Villa Rücker war ein spätklassizistisches Landhaus im Hamburger Stadtteil Hamm. Es wurde 1828 bis 1832 nach Plänen von Axel Bundsen für den Kaufmann Johann Hinrich Rücker d. J. (1780–1837) erbaut und nach mehreren Besitzerwechseln 1909 abgerissen. Vor dem Abriss wurden große Teile der Innenausstattung geborgen und durch das damals neugegründete Museum für Hamburgische Geschichte erworben, wo sie als bedeutende „Zeugnisse bürgerlich-hanseatischer Wohnkultur“ Teil der Dauerausstellung werden sollten. Aus Geldmangel wurden die Pläne seinerzeit jedoch nicht realisiert und die Bestände verschwanden über Jahrzehnte im Depot. Dort wurden sie erst 2009 wiederentdeckt und im Zuge einer öffentlichkeitswirksamen Aktion aufwändig restauriert, um künftig ihren Platz in der Dauerausstellung einzunehmen.

## Baugeschichte und Bewohner
Das etwa fünf Kilometer östlich des Hamburger Stadtzentrums gelegene Dorf Hamm gehörte seit dem Spätmittelalter zum Hamburger Landgebiet und war seit dem 17. Jahrhundert zum bevorzugten Sommersitz der Hamburger Oberschicht geworden. Insbesondere entlang der heutigen Hammer Landstraße entstanden zahlreiche Sommerhäuser mit prachtvollen Gärten. Viele Straßennamen erinnern hier noch heute an die einstigen Besitzer. Am östlichen Ende der Landstraße, etwa in Höhe des heutigen U-Bahnhofes Rauhes Haus, erwarb der Kaufmann und Senator Johann Hinrich Rücker d. Ä. (1750–1803) umfangreiche Ländereien, die bei seinem Tod auf seinen gleichnamigen Sohn übergingen. Dieser ließ ein dort vorhandenes Landhaus 1828 abreißen und durch einen klassizistischen Neubau des dänischen Architekten Axel Bundsen ersetzen. Bundsen gehörte damals neben Christian Frederik Hansen (1756–1845), Johann August Arens (1757–1806) und Joseph Christian Lillie (1760–1827) zu den führenden Architekten in Norddeutschland.

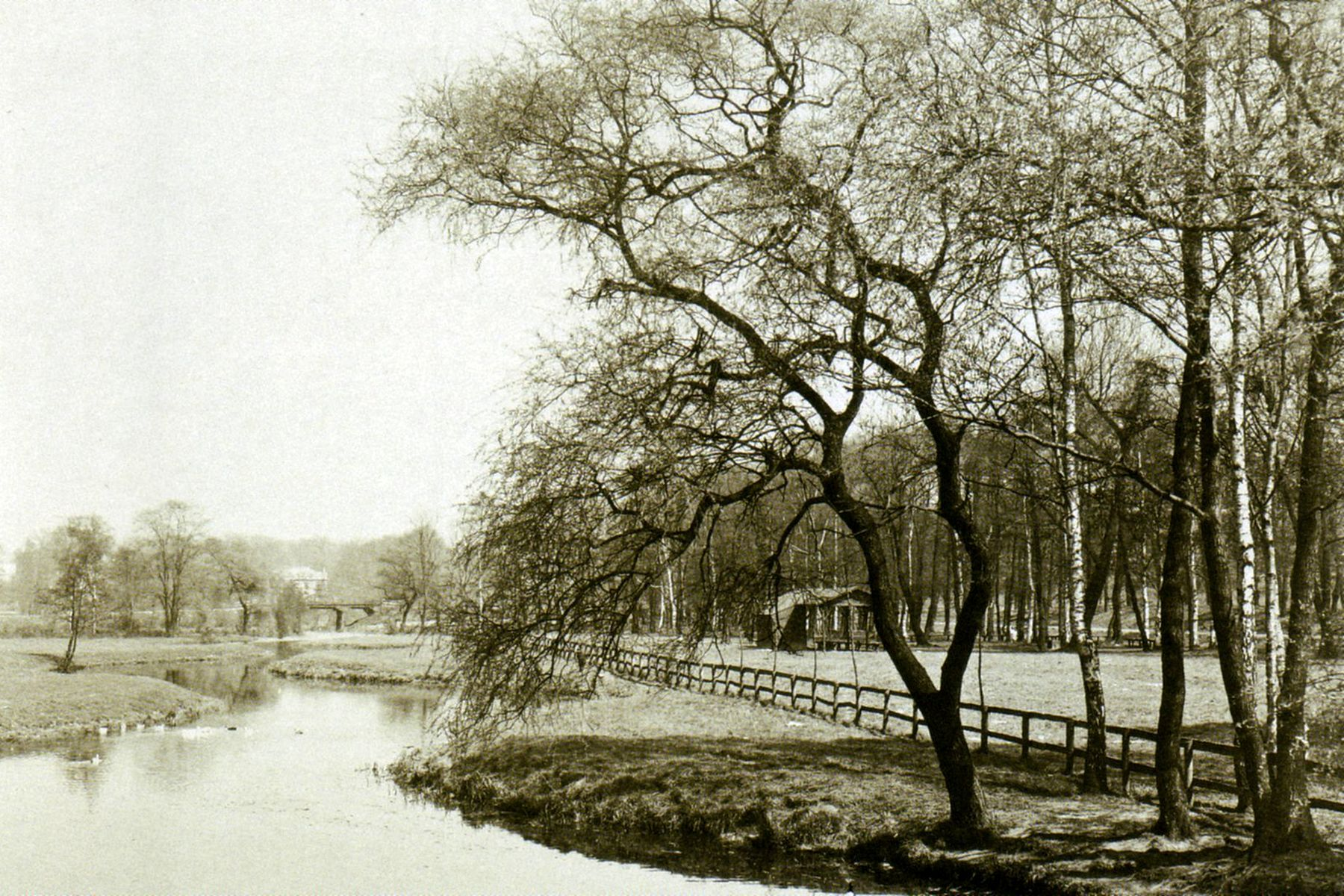
Gartenansicht um 1906, die Villa ist im Hintergrund zu erahnen

Zum Landhaus gehörte auch ein etwa 80.000 m² großes Grundstück, das in einem langen Streifen von der Hammer Landstraße im Norden bis an das Ufer der Bille im Süden reichte. Auf dessen nördlichen Teil war bereits Ende des 18. Jahrhunderts ein Garten im französischen Stil angelegt worden, während der südliche Teil als Viehweide genutzt wurde. Nach dem Ende der Franzosenzeit wurde das gesamte Gelände zu einem englischen Landschaftspark mit einem großen gewundenen Teich umgestaltet. Später kamen mehrere Pavillons und Gewächshäuser als zeittypische Ausstattungselemente großbürgerlicher Gärten hinzu.
Nachdem Rücker 1837 kinderlos verstorben war, wurde das Landhaus 1838 mit verkleinertem Grundstück (einen Teil hatte Georg Christian Lorenz Meyer für seine Villa erworben) an den Teemakler Christian Jacob Johns (1781–1861) verkauft, der es bis zu seinem Tod mit seiner Familie bewohnte. In dieser Zeit wurde das immer noch beeindruckende Anwesen „Johns Park“ genannt. 1861 übernahm Johns’ Schwiegersohn August Heinrich Brauß (1815–1900) den Besitz, ließ die heutigen Straßen Rückersweg und Wichernsweg anlegen und plante den Bau einer Villenkolonie, was sich jedoch aufgrund der Bodenverhältnisse in der tiefgelegenen und feuchten Marsch damals als undurchführbar erwies. (Erst nach 1900 wurde das Gelände mit Sand aus den Boberger Dünen um rund fünf Meter erhöht und anschließend mit mehrgeschossigen Mietshäusern bebaut.) Da Brauß das Landhaus nicht selbst nutzen wollte, vermietete er es an den Kaufmann Theodor Merck (1816–1889), dessen Familie es bis zum Abriss 1909 bewohnte.

## Erwerb und Schicksal der Bestände im MHG

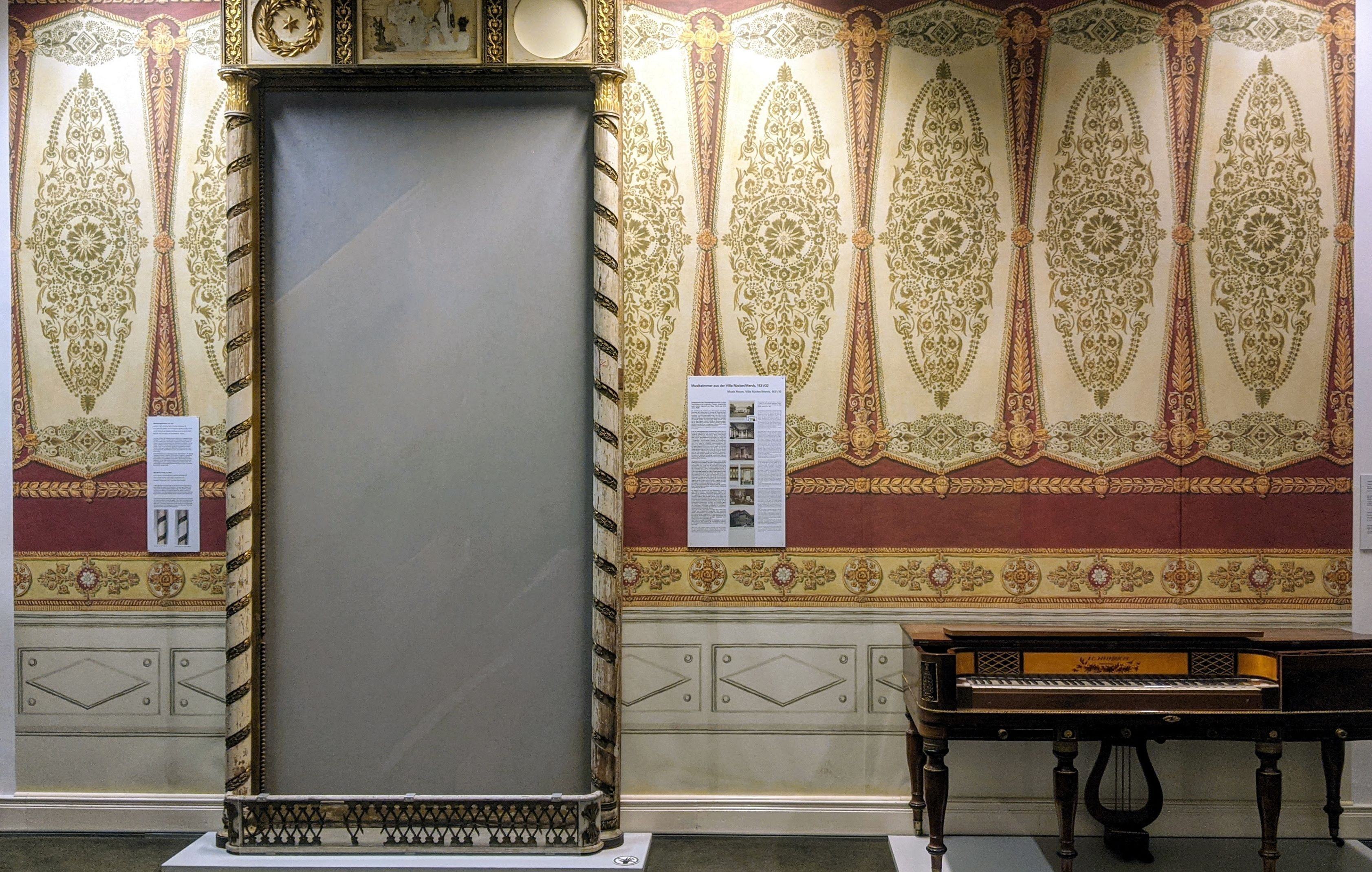
Wandtapete aus der Villa Rücker in der Dauerausstellung (2021)

1909 erwarb das Museum für Hamburgische Geschichte große Teile der Innenausstattung, darunter die Wandverkleidungen fast sämtlicher Räume – insbesondere Tapeten, Holz- und Stuckarbeiten, Türen, Spiegel, Öfen, Möbel und Skulpturen. Gründungsdirektor Otto Lauffer und der Architekt Fritz Schumacher planten, die Innenausstattung des Landhauses im neu errichteten Museumsgebäude am Holstenwall einzubauen. Zu diesem Zweck wurden vor dem Abriss Haus und Innenausstattung in Aquarellen, Fotografien, Wandabwicklungen und Bauplänen dokumentiert, die es ermöglichen, sich ein umfassendes Bild von der Raumsituation zu machen. Schumacher sah den Einbau der Räume für das zweite Obergeschoss des Museums vor: Raumgrundriss und Südfassade des Museums mit den charakteristischen Rundbögen entsprechen daher exakt der ursprünglichen Villa.
Nachdem der Einbau in der Weimarer Republik aus Geldmangel jedoch nicht realisiert werden konnte, wurden die Objekte zunächst eingelagert. Lauffers Nachfolger Walter Hävernick setzte später andere Schwerpunkte und betrieb nach dem Zweiten Weltkrieg stattdessen den Einbau einer historisierenden Modelleisenbahnanlage (siehe Modelleisenbahn Hamburg).
Erst aus Anlass des 100-jährigen Jubiläums der Museumsgründung wurden die Fragmente der Rücker-Villa wiederentdeckt und 2010 in einer „lebenden Ausstellung“ alle zugehörigen Objekte zusammengetragen, gesichtet, dokumentiert und konserviert. An diesem Projekt, das vollständig aus Spendenmitteln finanziert wurde, waren rund 150 Personen beteiligt, neben Museumsmitarbeitern und freiberuflichen Restauratoren auch ehrenamtliche Helfer und Studierende der Hochschule für Angewandte Kunst Hildesheim. Bis 2025 sollen Teile der Ausstattung restauriert und im Zuge eines umfassenden Museumsumbaus an dem von Otto Lauffer und Fritz Schumacher vorgesehenen Ort eingebaut werden.

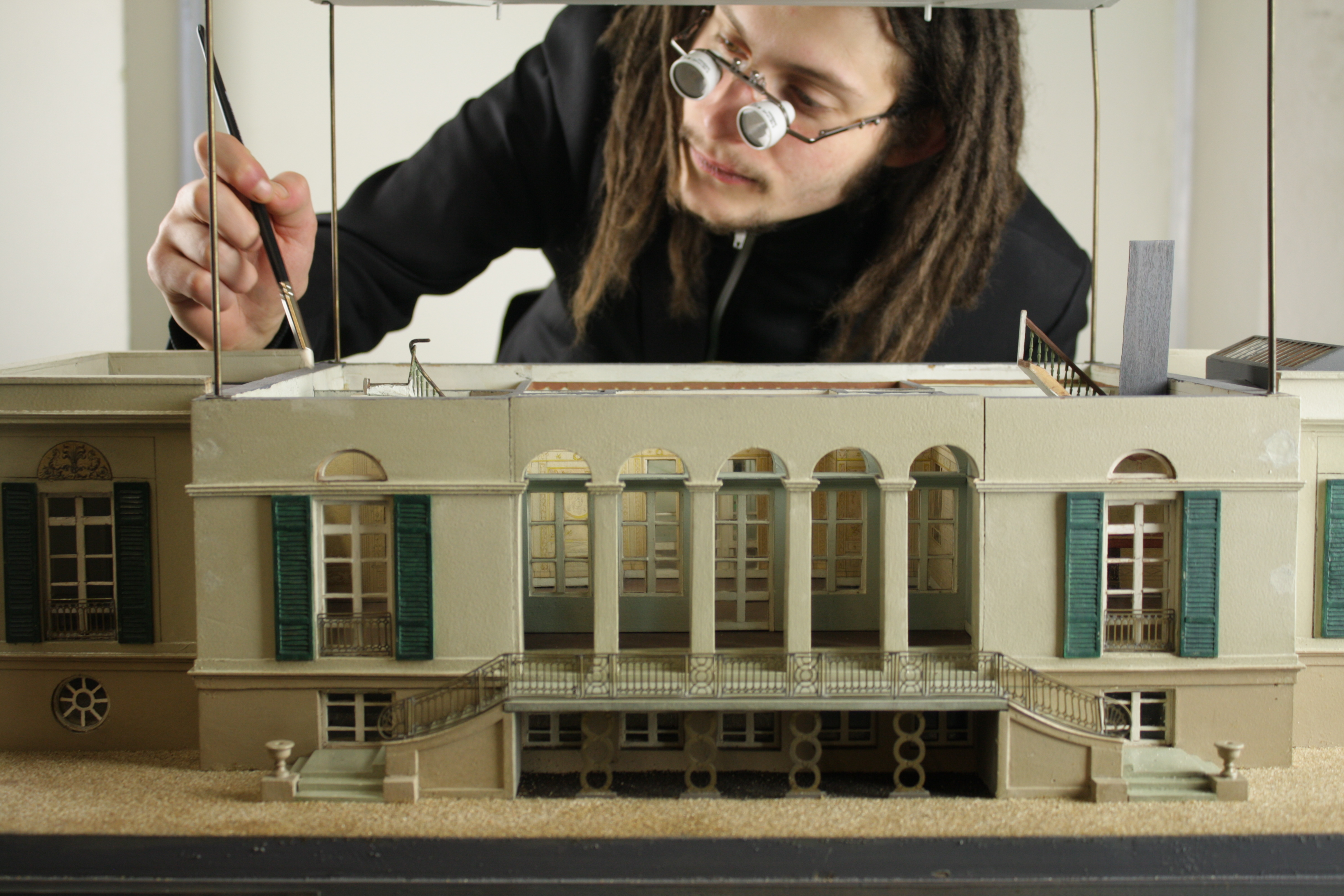
Reinigung des Holzmodells der Villa Rücker
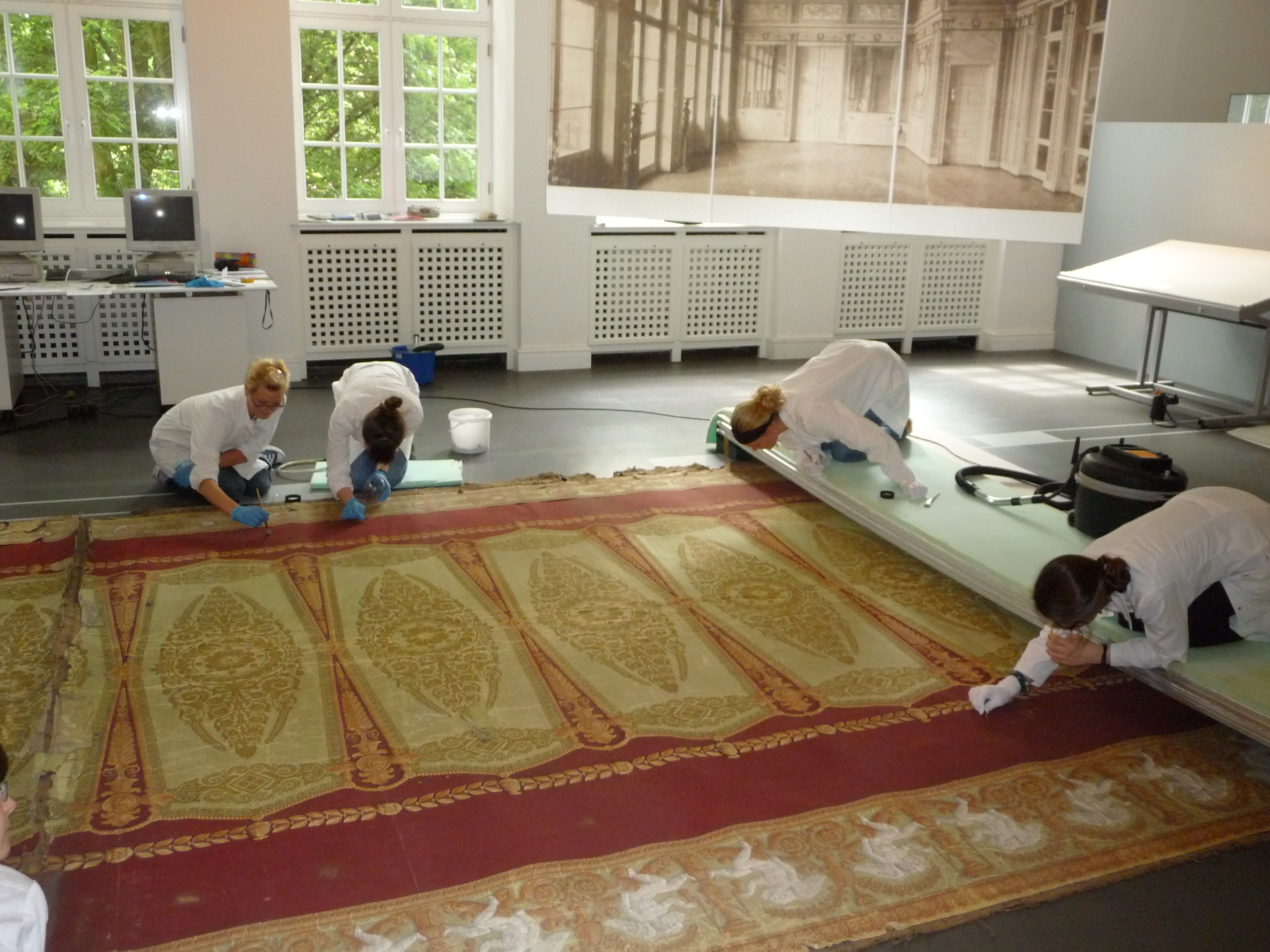
Studentinnen der HAW Hildesheim bei der Trocken-Reinigung der Tapete aus dem Musikzimmer
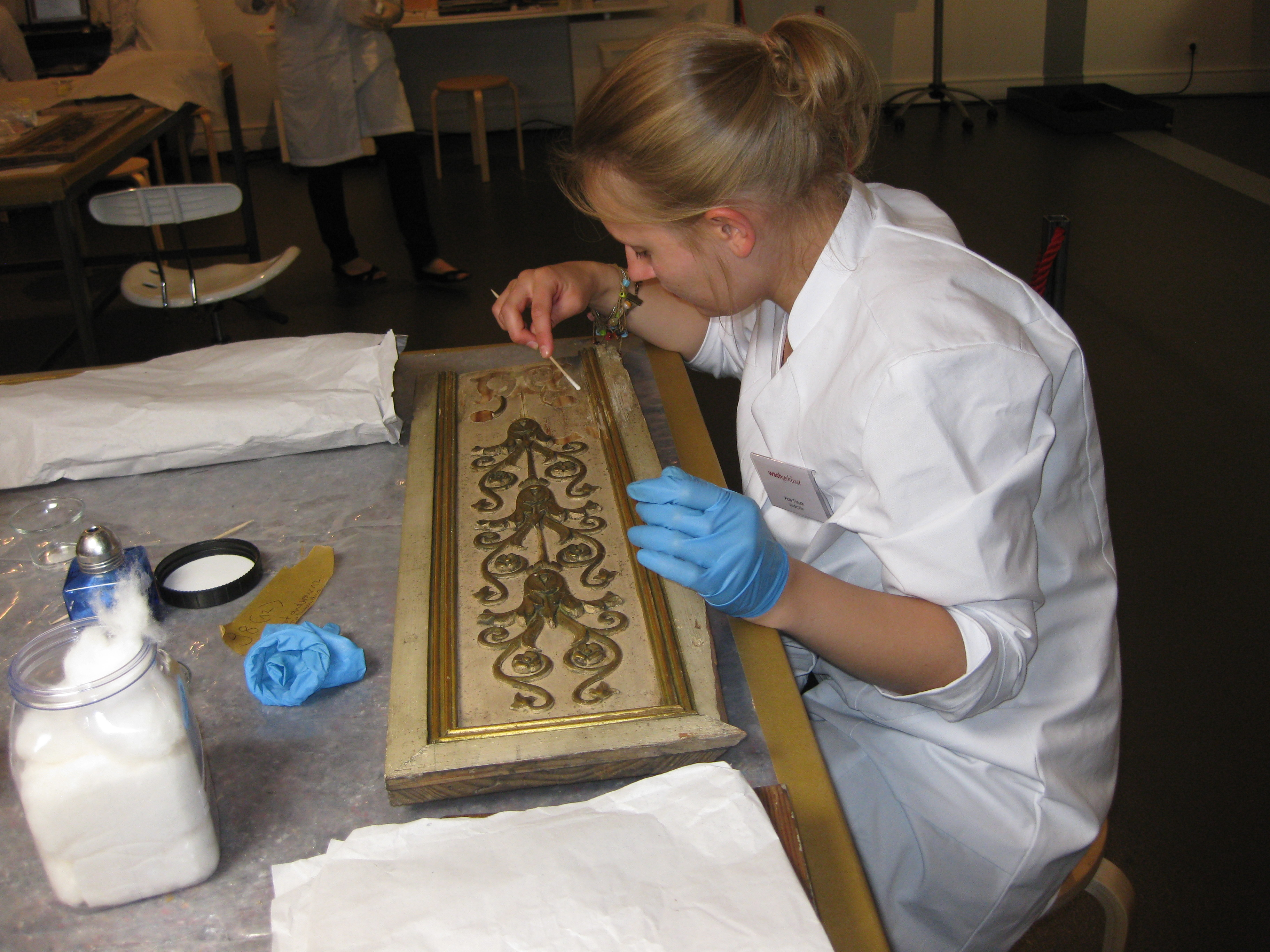
Oberflächenreinigung an einem Pilaster aus der Wandverkleidung des Gartensaals
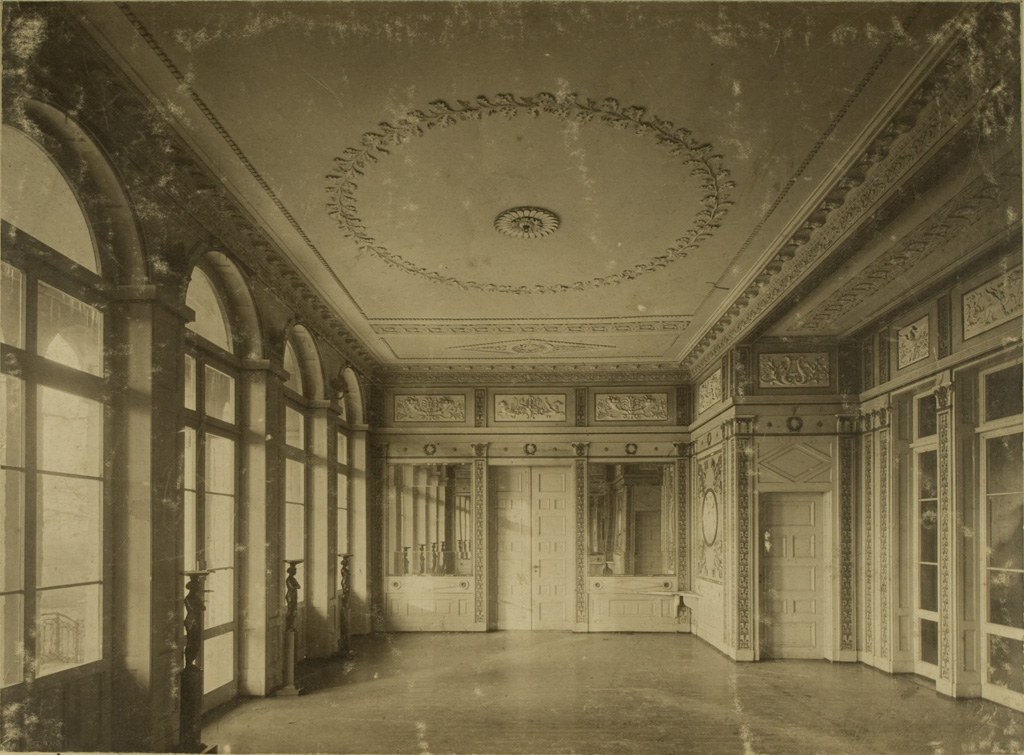
Innenansicht des Gartensaals 1908, links die Rundbögen
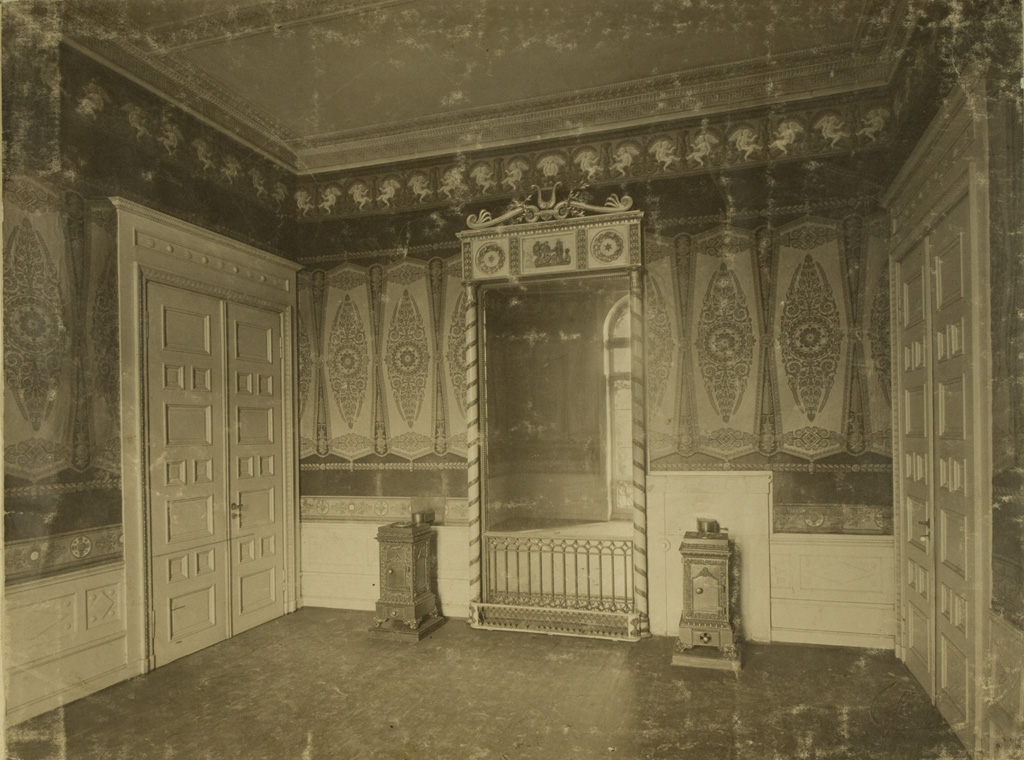
Innenansicht des Musikzimmers 1908
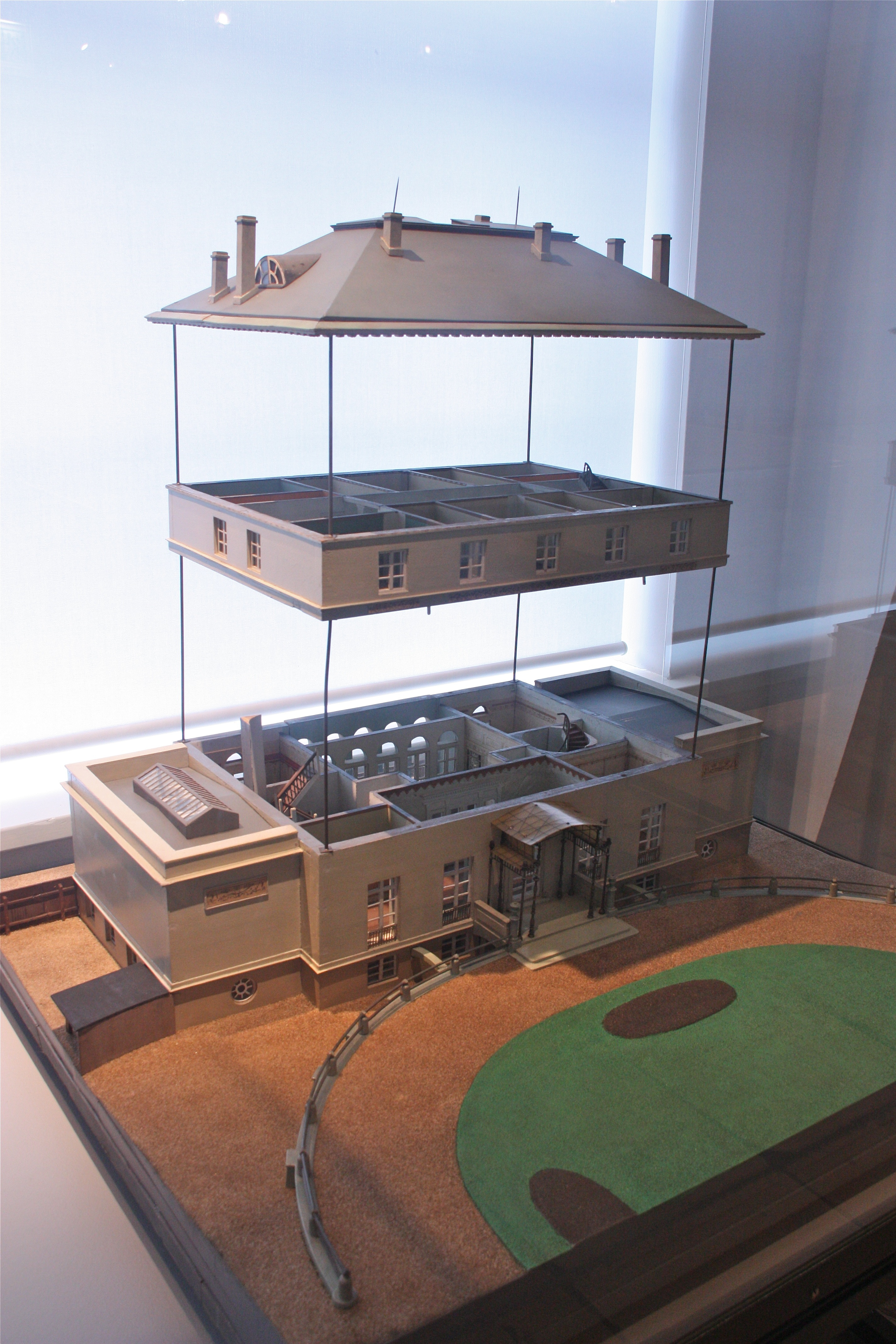
Sogenanntes „Sprengmodell“ der Villa Rücker